# 乔治·索撒尔
乔治·索撒尔（英語：George Southall，1907年7月17日—1993年5月2日），英国前男子自行车运动员。他曾代表英国参加1928年夏季奥林匹克运动会自行车比赛，获得男子团体追逐赛铜牌。